# MusicMight
MusicMight (бывший Rockdetector) — веб-сайт, посвящённый рок-музыке. Информация об исполнителях и их релизах доступна как через сайт, так и в серии книг Rockdetector. Сайт был основан британским писателем Гарри Шарпом-Янгом (Garry Sharpe-Young) в 2001 году. На сайте представлены обширные и уникальные биографии групп, многие из которых являются результатом прямого интервью с участниками последних. Шарп-Янг лично общался с музыкантами на протяжении многих лет. Часть материалов сайта создана небольшой группой писателей из разных стран. В настоящее время сайт базируется в Новой Зеландии.
По состоянию на декабрь 2007 года база данных сайта насчитывала более 59 400 групп. Кроме того, она включала в себя более 92 000 релизов и 659 000 песен, а также информацию о более чем 300 000 концертах начиная с 1965 года. Некоторое время сайт не обновлялся в связи с разработкой и тестированием новой расширенной его версии. 1 сентября 2008 года сайт вновь начал функционировать, сменив своё название с Rockdetector на MusicMight.
Шарп-Янг скончался в марте 2010 года.

## Серия книг Rockdetector
- Black Metal — сентябрь 2001
- Death Metal — сентябрь 2001
- Ozzy Osbourne — февраль 2002
- Thrash Metal — октябрь 2002
- Power Metal — февраль 2003
- Doom, Gothic & Stoner Metal — февраль 2003
- 80s Rock — июль 2003
- Black Sabbath — Never Say Die — 2004
- New Wave of American Heavy Metal — ноябрь 2005
- Sabbath Bloody Sabbath — The Battle For Black Sabbath — август 2006
- Thrash Metal — Amended — октябрь 2007
- Death Metal — Amended — апрель 2008